# Michael Benedicks
Michael Benedicks (* 1949) ist ein schwedischer Mathematiker, der sich mit Analysis und Dynamischen Systemen befasst. Er ist Professor an der Königlichen Technischen Hochschule Stockholm.
Benedicks wurde 1980 bei Harold Shapiro an der Königlichen Technischen Hochschule Stockholm promoviert (Support of Fourier transform pairs and related problems on positive harmonic functions). 1989 war er am Institute for Advanced Study. 1991 wurde er Professor an der Königlichen Technischen Hochschule.
Mit Lennart Carleson zeigte er 1991 die Existenz seltsamer Attraktoren bei der Hénon-Abbildung. Aus der Analyse des schwierigen Beweises entstand durch Benedicks, Quidong Wang und Lai-Sang Young die Theorie chaotischer Rang 1 Attraktoren.
2007 wurde er Mitglied der Königlich Schwedischen Akademie der Wissenschaften. 2002 war er Invited Speaker auf dem Internationalen Mathematikerkongress in Peking (Non-uniformly hyperbolic dynamics: Hénon maps and related dynamical systems).

## Schriften
- mit Carleson On iterations of 1−ax2 on (−1,1), Annals of Mathematics, Band 122, 1985, S. 1–25.
- mit Carleson The dynamics of the Hénon map, Annals of Mathematics, Band 133, 1991, S. 73–169
- mit Marcelo Viana Solution of the basin problem for Hénon attractors, Inventiones Mathematicae, Band 143, 2001, S. 375–434
- mit L.-S. Young Sinai-Bowen-Ruell measure for certain Hénon maps, Invent. Math., Band 112, 1993, S. 541–576
- mit L.-S. Young Markov extensions and decay of correlations for certain Hénon maps, Asterisque, 1999